# 阿佐美昭一
阿佐美 昭一（あざみ しょういち）は、日本の酪農家。日本酪農政治連盟委員長。群馬県出身。

## 来歴
2002年、日本酪農政治連盟委員長として生産者乳価の即時引き上げを、乳業メーカーと農林水産省に要請。2007年、牛乳の消費低迷に伴い、関東生乳販売農業協同組合連合会会長として、生協連合会コープネット事業連合、中央酪農会議と共同して牛乳の消費拡大めざす緊急キャンペーン「春休み牛乳もう一杯運動」を主導した。
ほかに、関東生乳販売農業協同組合連合会代表理事会長、群馬県酪農連盟会長、社団法人全国酪農協会副会長理事、社団法人中央酪農会議非常勤理事、群馬県牛乳販売農業協同組合連合会代表理事副会長、群馬県家畜登録協会会長、社団法人日本ホルスタイン登録協会非常勤理事などの要職を歴任している。